# Tú
«Tú» (укр. «Ти») — другий сингл колумбійської співачки Шакіри з альбому «¿Dónde están los ladrones?», випущений у 1999 році лейблом Sony Latin. Пісня досягнула першого місця в чарті Billboard Hot Latin Tracks.

## Інформація
З MTV Unplugged Шакіра змінили цю пісню, випустивши ремікс на фортепіано, де вона співає лише наприкінці композиції.

## Відеокліп
Кліп спродюсований Еміліо Естефаном молодшим (Emilio Estefan, Jr.). У чорно-білому ролику Шакіра в кімнаті, повній речей. Під час виконання пісні вона рухається по кімнаті. Потім заходить тріо, два чоловіки та жінка, та починають грати — один чоловік на віолончелі, інший чоловік з жінкою на скрипці. У кінці камера виходить з кімнати і переходить на землю.

## Ремікси
Існує декілька офіційних реміксів «Tú», але жоден з них офіційно не доступний.
1. «Tú» (Dance Radio Edit) — 3:43
2. «Tú» (Dance Cool Radio Edit) — 3:45
3. «Tú» (Hip Club Version) — 7:00
4. «Tú» (Smog Underground Trip) — 6:54
5. «Tú» (Extended Cool Dance) — 5:04
6. «Tú» (Main 12") — 10:35
7. «Tú» (7") — 4:51

## Чарти
| Чарт (1996)                    | Найвища позиція |
| ------------------------------ | --------------- |
| US Latin Songs (Billboard)     | 1               |
| US Latin Pop Songs (Billboard) | 1               |